# 武上四郎
武上 四郎（たけがみ しろう、1941年4月8日 - 2002年8月23日）は、宮崎県宮崎市出身のプロ野球選手（内野手）・コーチ・監督、解説者・評論家。

## 経歴

### プロ入りまで
中学時代から子分を40人も持つガキ大将で、進学校の宮崎大宮高校では100m走を10秒9で走る俊足であった。1年次の1957年に夏の甲子園に出場しているが、自身の出場はなかった。
高校卒業後は1961年に中央大学へ進学し、東都大学野球リーグでは3年次の1963年秋季リーグ、4年次の1964年秋季リーグと2度の優勝を経験。3年時のエースは三浦宏（北海道拓殖銀行）であった。1964年10月には東京五輪デモンストレーションゲームとして開催された日米大学野球選抜試合に二塁手として出場している。リーグ通算86試合出場、330打数82安打、打率.248、0本塁打、21打点、ベストナイン3回（三塁手2回、二塁手1回）を記録。大学同期に末次民夫外野手や川口忠外野手、2年下には高橋善正投手がいる。
大学卒業後の1965年に河合楽器へ入社。1年目の秋の産業対抗では日本楽器に補強され、決勝で日本石油に敗退するが敢闘賞を受賞し、2年目の1966年の都市対抗にも1番打者として出場するなど活躍。

### 現役時代
1966年の1次ドラフト8位でサンケイアトムズに指名され、1967年に入団。
1年目の1967年からレギュラーとして活躍し、4月8日の阪神との開幕戦（甲子園）に7番・二塁手で初出場すると、2回表に村山実から右前適時打を放って初打席・初安打・初打点を記録。同24日の巨人戦（後楽園）で5回表に金田正一から初本塁打となる中越ランニング本塁打を放ち、セ・リーグ初の「プロ初本塁打がランニング本塁打」という記録を打ち立てる。この時の試合は、1回裏3点、2回裏2点と巨人に早くも得点を奪われ、5、6回にも長嶋茂雄の本塁打などで合わせて9点を奪われて諦めムードが漂っていた。5回表に武上のランニング本塁打が出るも焼け石に水で、サンケイは4投手が21安打を浴び、3-14と一方的に大敗。しかしこの日の武上は4打数4安打と猛打賞の活躍で、5月30日の大洋戦（川崎）と8月9日の大洋戦（神宮）でも4安打を放ち、セ・リーグ新人最多記録となるシーズン3度の4安打を打つなど活躍した。
プロ1年目は107試合に出場して自己最多の6三塁打、打率.299はリーグ6位を記録。俊足の割に盗塁は成功5、失敗11であったが、失策が僅か9個で、土井正三（巨人）らを凌ぐセ・リーグ1位の守備率を残す。ベストナインは高木守道（中日）に譲ったが、江夏豊（阪神）を抑えて新人王を獲得。
1968年には自己最多の136安打とリーグ最多の19犠打を記録し、同年から1971年まで4年連続でオールスターゲーム出場を果たす。攻守ともに闘志溢れるプレー、アマチュア時代で大舞台慣れしていた度胸で人気を博し、「ケンカ四郎」の異名をとった。死球でも痛さを顔に出さず、長打を放った時は頭から滑り込むなど闘志を前面に出して存在感を示した。打者としてはチャンスに強く、小柄ながら「すりこぎバット（つちのこバット）」と呼ばれるヘッドとグリップが太く重いバットを使用して強撃する打法でパンチ力もあった。この「すりこぎバット」は若松勉が使用したほか、武上の中大の後輩である南海の高畠導宏打撃コーチが譲り受けて藤原満に使わせ、さらに藤原の近畿大学の先輩である阪急・大熊忠義が福本豊に使わせた。若松・藤原・福本の三人がこのバットで好成績を収めたことにより、以後「すりこぎバット」は俊足のリードオフマン型の選手の間で広く使用されるようになった。守備では二遊間や一・二塁間の難ゴロをダイビングキャッチでさばく美技も見せた一方、正面のゴロをしばしばトンネルした。
福富邦夫と1・2番コンビを組んで中軸につなぐ役割を期待されたが、1969年には自己最多の21本塁打を放ち、チームの打線が安定しなかった1970年から1972年までは主に中軸を任された。
1970年に別所毅彦監督が解任される際、別所に「兼任監督をしてくれ」と要請されたが、当時29歳の武上はこれを固辞。同年10月7日の中日戦（中日）で若生和也から初めて満塁本塁打を放ち、同年には岡嶋博治コーチの引率で松岡弘・藤原真・安木祥二・大矢明彦ら4名と共にエンゼルスのアリゾナ教育リーグ（メサ）に参加。
1971年には自己最多の126試合出場で2年ぶりの2桁となる15本塁打をマークし、唯一の2桁となる14盗塁も記録して、打率.272でベストテンに滑り込んだ。
1972年は本塁打が15本から5本と大きく減らすが、5本中4本は本拠地の神宮で、5本中3本は巨人戦から放っており、8月8日の広島戦（広島市民）で白石静生から初の代打本塁打を記録。
1973年には故障もあって定位置を中村国昭に譲り、68試合出場と唯一の3桁を切る。本塁打も自己最低の2本に終わるが、1974年には9月12日の大洋戦（神宮）で山下律夫から満塁本塁打を放つなど復活して13年ぶりのAクラス入りに貢献。
1975年10月17日の大洋戦（神宮）に永尾泰憲の代打で起用をされたのを最後の出場となり、同年限りで現役を引退。

### 引退後
引退後はヤクルトで一軍打撃コーチ（1976年, 1979年）・一軍守備コーチ（1977年 - 1978年）を務め、1978年には球団史上初のリーグ優勝・日本一に貢献。
1980年には39歳で監督に就任。待望の「チーム生え抜き監督」が誕生し、NPBのドラフト会議で指名を受けてプロ入りした元選手では初めての監督就任となった。
監督としての最初の仕事は選手の家族の誕生日調べであるなど、細やかな配慮や面倒見の良さもあって選手に慕われ、際どい判定や自軍選手が死球に遭った時は審判員や投手に大きなジェスチャーでつっかかり、選手を引っ張った。1年目の開幕カード・中日戦（ナゴヤ）では、4月5日の1戦目を先発の鈴木康二朗から井原慎一朗につなぐリレーで接戦をモノにすると、翌6日の2戦目では打たれてもいない先発の神部年男を短イニングで降板させて継投する奇抜な采配で派手な監督デビューを飾った。開幕から6試合で5勝1敗と上々の滑り出しを見せ、4月末の時点で単独トップ。5月3日からの広島との首位攻防3連戦に2敗1分で2位に後退するも、直後に連勝して首位に返り咲くなど、リーグ連覇を狙う広島と激しい鍔競り合いを演じたが、同13日からの広島との3連戦は2敗1分に終わり、首位の座から陥落。同28日に梶間健一の完封で広島戦の連敗を7で止めると、翌29日の同カードでは22安打の猛攻で18-2と圧勝して溜飲を下げたが、ここで2.5ゲーム差まで迫ったのが精一杯であった。結局、シーズンを通じて広島に7勝15敗4分と大きく負け越したのが響き、最下位から一気のリーグ優勝はならず。それでも最後まで2位の座を死守し、球団史上5度目のAクラス入りを果たした。
1年目は広島と優勝争いを繰り広げ、2位と健闘したが、1981年以降チームは低迷。1981年は1978年の初優勝・日本一に貢献したチャーリー・マニエルが3年ぶりに復帰。近鉄移籍後は2年連続でパ・リーグ本塁打王に輝き、チームをリーグ連覇に導いていた「優勝請負人」の古巣復帰は大きな話題となったが、期待された大砲のバットはなかなか火を噴かなかった。マニエルに待望のシーズン1号本塁打が飛び出したのは開幕から15試合目、実に57打席目のことであった。この時点ではチームはまだ6勝8敗で4位であったが、翌日から引き分けを挟んで7連敗を喫し、最下位に転落。さらに不動の三番・若松が4月22日の広島戦（神宮）で右肩のじん帯を損傷して戦列を離れると、5月26日の阪神戦（甲子園）ではトップバッターのジョン・スコットが左足関節挫傷で離脱。2人の主力打者を失いながらも5月はなんとか勝ち越し、マニエルが6月3日の大洋戦（神宮）から5試合連続本塁打を打てば、前年までさしたる実績のなかった青木実が新たなリードオフマンとして躍動するなど、6月も11勝8敗の成績で2位まで浮上した。しかし、前半戦を4位で折り返すと、広島・阪神と激しい争いを繰り広げていた8月初旬に、今度はマニエルが左脇腹を負傷。8月15日の巨人戦（神宮）では松本匡史が振り逃げで一塁セーフになると、自軍が4番手に送り出した大川章の投球を「今のはボールだ」と審判に抗議。自軍の投球がボールだという前代未聞の抗議をし、結局それが認められて打席に戻された松本は本塁打を打ってしまう。それでも8月18日からの6連勝で2位に返り咲き、一時は貯金を5まで増やしたが、これが精一杯であった。勝負どころの9月に大きく負け越し、最後は勝率5割にも届かずBクラスの4位に終わった。
1982年・1983年には2年連続の最下位と低迷。1982年は前年不振に終わったマニエル、スコットの両外国人を解雇し、俊足・巧打の触れ込みのラリー・ハーローと、ユマキャンプで入団テストを受けたデビッド・デントンを獲得。この2人がとんだ誤算であり、4月3日の巨人との開幕戦（後楽園）ではそのハーローが拙守を連発し、9回には松岡を投入しながらサヨナラ負けを喫す。翌4日の2戦目もルーキー宮本賢治の好投むなしく惜敗し、前途多難なスタートとなった。それでもこの年から人工芝に生まれ変わった神宮に戻ると、2日後の同6日の広島戦で岩下正明の代打サヨナラ満塁本塁打が飛び出すなど持ち直し、同18日には貯金を1とした。しかし同25日から5月4日まで8連敗し、4日後の同8日には最下位に転落。5月に入って2度の5連敗を喫すると、内藤博文二軍監督をヘッドコーチとして一軍に昇格させるなどの打開策を講じたが、上位との差は広がる一方であった。8月下旬から9月にかけてリーグ連覇を狙う巨人に2カード連続で勝ち越すなど意地を見せたが、最後まで最下位脱出はならなかった。
1983年は早実1年夏の準優勝を皮切りに5季連続で甲子園に出場した荒木大輔をドラフト1位で巨人と競合の末に獲得。「甲子園のアイドル」の入団は一大フィーバーを巻き起こした一方で、鈴木と西井らを放出し、ロッテから抑え投手の倉持明、近鉄からは2桁勝利3度の井本隆を獲得するなど出血を惜しまぬ思い切ったトレードを敢行。さらには元打点王のボビー・マルカーノに代打男として鳴らした萩原康弘を加え、投打ともに積極的な補強を施して開幕を迎えた。4月9日の阪神との開幕戦（甲子園）は、先発の尾花が阪神打線を1点に封じる快投を演じれば、打っては杉浦享に通算100号となるソロ本塁打、新加入のマルカーノには3ラン本塁打が飛び出して4対1で快勝。直後に神宮で巨人に3連敗を喫すも、そこから2分を挟んで連勝してすかさず勝率を5割に戻したが、その後に再び3連敗を喫して借金生活に終始。それでも8月半ば過ぎまでは3位争いを演じていたが、8月20日からの4連敗で5位まで後退すると、9月は6位がほぼ定位置となる。最後は5位の中日と0.5ゲーム差ながら、2年連続の最下位に終わった。
1984年は球団の抽選で獲得したドラフト1位のルーキー高野光（東海大）がいきなり開幕戦に先発。ルーキーの開幕投手はドラフト制施行後では初とあって、大きな話題を呼んだ。その開幕戦、高野は大洋を相手に4回3失点でマウンドを下りたものの、打線が試合をひっくり返して逆転勝利。翌日も梶間、尾花のリレーでモノにして開幕連勝を飾ったが、神宮に戻って広島に3連敗を喫すと、4月18日の巨人戦（平和台）からは8連敗で、あっという間に最下位に転落。開幕から絶不調であったこともあり、4月26日の中日戦（神宮）限りで辞任。後任には中西太一軍ヘッド兼打撃コーチ（監督代行）を経て、土橋正幸一軍投手コーチが就任。在任中は「三原監督と広岡監督をマッチした監督になりたい」と言っていたが、前年に不自然な引退をしていた大杉勝男が自著『サムライたちのプロ野球』で、自身に対する酷薄な仕打ちを書き綴り、「好き嫌いで選手を使っている」と批判するような状況であった。テリー伊藤は自身の著書の中で「無理なハイテク采配で自家中毒おこした『茶坊主』監督」と評している。
監督辞任後の5月からは単身で渡米し、ヤクルトの駐米スカウト兼任で、サンディエゴ・パドレス客員コーチに就任。言葉も通じず、プレッシャーから血尿や血便が出るほどであったが、8月12日のブレーブス戦では両軍合わせて12人の退場者を出した乱闘に巻き込まれる。武上はスタンドでパドレスの選手がブレーブスファンと揉み合っている所を目撃し、スタンドへ飛び込んでブレーブスファンの一人に挑みかかったが、額にピストルの銃口を押し付けられて降参している。パドレスでも球団史上初のリーグ優勝に貢献し、日本人として初めてワールドシリーズのベンチに入った 。
帰国後はフジテレビ「プロ野球ニュース」に出演して「ベンチから見た大リーグ」について語り、テレビ朝日「ゴールデンナイター/パワーアップナイター/プロ野球中継」解説者・サンケイスポーツ評論家（1985年 - 1994年）を経て、巨人一軍打撃コーチ（1995年 - 1996年, 1998年 - 2000年）を務めた。1期目と2期目の合間にはテレビ東京「TXNスペシャルナイター/プロ野球中継&スポーツTODAY」解説者・サンケイスポーツ評論家（1997年）、2期目の退任後は日本テレビ「劇空間プロ野球→THE BASEBALL 2002バトルボールパーク宣言」解説者・サンケイスポーツ評論家（2001年 - 2002年）を務めた。
サンスポ評論家1期目にはコラム「考Q筆打」を連載し、テレ朝では解説者の他に全英オープンゴルフのリポーターも務めたことがある。その一方で、1991年オフに日本ハムファイターズの監督候補に挙がったが、交渉が難航し、就任には至らなかった。評論家時代は毎年のように2月の宮崎キャンプ期間中に「タケさん会」なる食事会が行われ、当時は巨人、ヤクルト、広島などが宮崎でキャンプを張っていたため、各チームの担当記者が現地に集合。その中で武上が懇意にしている記者連中を会費制で集め、宮崎市内で「アラ鍋」を囲むイベントを行っていた。九州でいうアラはハタのことで、幻の超高級魚であり、11月に福岡で行われる大相撲九州場所では、力士達がこの幻の魚を食べるのを楽しみにしているほどである。武上は毎年、地元のコネクションを活用し日向灘などで獲れたアラを確保し、知り合いの料理屋で調理してもらっていた。アラが不漁で、参加者が例年ほどの量を味わえない年はアラの代わりにフグを食べることになっていた。
巨人コーチ時代は当時若手であった松井秀喜と大変仲が良く、アメリカ仕込みの打撃理論を語って聞かせた。2期目の1998年には8月2日の阪神戦（甲子園）で槙原寛己が投じた死球を巡って、阪神の大熊忠義外野守備・走塁コーチと共に退場処分を受けたことがある。バットを振りまくる熱血指導を長嶋茂雄監督に買われ、試合後は室内練習場でのバットスイングを毎晩深夜まで行うなど打線強化に取り組む。帰宅後も試合のビデオを見て分析するなど、ベッドに入るのが朝になるのも珍しくはなかった。1999年頃から食欲がなくなりやたら寒気がするなど体に変調が現れ、以前より悪かった腎臓が激務と心労で悪化。透析治療が必要になることも予想されるほどであったが、2000年もコーチを続行。シーズン中は腎臓のほか胃潰瘍や肝臓癌も見つかり、名古屋遠征中に貧血で緊急入院するなど壮絶なものとなり、退院後も毎晩試合後の自宅に主治医が来て点滴治療をしていた。
2000年オフ、深刻な体調不良を理由に辞任し、2002年8月23日、肝不全のため、東京都新宿区の慶應義塾大学病院で死去。享年61歳。

## 詳細情報

### 年度別打撃成績
| 年 度     | 球 団                      | 試 合 | 打 席 | 打 数 | 得 点 | 安 打 | 二 塁 打 | 三 塁 打 | 本 塁 打 | 塁 打 | 打 点 | 盗 塁 | 盗 塁 死 | 犠 打 | 犠 飛 | 四 球 | 敬 遠 | 死 球 | 三 振 | 併 殺 打 | 打 率 | 出 塁 率 | 長 打 率 | O P S |
| --------- | -------------------------- | ----- | ----- | ----- | ----- | ----- | -------- | -------- | -------- | ----- | ----- | ----- | -------- | ----- | ----- | ----- | ----- | ----- | ----- | -------- | ----- | -------- | -------- | ----- |
| 1967      | サンケイ アトムズ ヤクルト | 107   | 431   | 405   | 45    | 121   | 12       | 6        | 3        | 154   | 27    | 5     | 11       | 5     | 1     | 16    | 0     | 4     | 41    | 7        | .299  | .332     | .380     | .712  |
| 1968      | サンケイ アトムズ ヤクルト | 125   | 536   | 480   | 55    | 136   | 22       | 1        | 4        | 172   | 30    | 7     | 7        | 19    | 1     | 34    | 2     | 1     | 68    | 7        | .283  | .332     | .358     | .690  |
| 1969      | サンケイ アトムズ ヤクルト | 114   | 495   | 432   | 58    | 108   | 15       | 1        | 21       | 188   | 53    | 2     | 7        | 12    | 2     | 44    | 0     | 5     | 49    | 10       | .250  | .326     | .435     | .762  |
| 1970      | サンケイ アトムズ ヤクルト | 121   | 480   | 431   | 51    | 114   | 11       | 1        | 9        | 154   | 39    | 8     | 7        | 4     | 1     | 40    | 0     | 4     | 52    | 7        | .265  | .333     | .357     | .690  |
| 1971      | サンケイ アトムズ ヤクルト | 126   | 521   | 478   | 64    | 130   | 19       | 1        | 15       | 196   | 51    | 14    | 8        | 9     | 3     | 27    | 0     | 4     | 36    | 12       | .272  | .316     | .410     | .726  |
| 1972      | サンケイ アトムズ ヤクルト | 101   | 335   | 294   | 31    | 82    | 19       | 2        | 5        | 120   | 38    | 8     | 6        | 10    | 2     | 27    | 1     | 2     | 30    | 1        | .279  | .344     | .408     | .752  |
| 1973      | サンケイ アトムズ ヤクルト | 68    | 167   | 147   | 11    | 31    | 6        | 1        | 2        | 45    | 12    | 1     | 2        | 7     | 0     | 12    | 0     | 1     | 17    | 3        | .211  | .275     | .306     | .581  |
| 1974      | サンケイ アトムズ ヤクルト | 113   | 427   | 384   | 45    | 100   | 13       | 0        | 5        | 128   | 33    | 7     | 8        | 1     | 1     | 40    | 1     | 1     | 38    | 7        | .260  | .332     | .333     | .665  |
| 1975      | サンケイ アトムズ ヤクルト | 102   | 345   | 301   | 36    | 69    | 8        | 1        | 7        | 100   | 18    | 5     | 3        | 5     | 1     | 32    | 1     | 6     | 28    | 6        | .229  | .316     | .332     | .648  |
| 通算：9年 | 通算：9年                  | 977   | 3737  | 3352  | 396   | 891   | 125      | 14       | 71       | 1257  | 301   | 57    | 59       | 72    | 12    | 272   | 5     | 28    | 359   | 60       | .266  | .326     | .375     | .701  |

- 各年度の太字はリーグ最高
- サンケイ（サンケイアトムズ）は、1969年にアトムズ、1970年にヤクルト（ヤクルトアトムズ）に球団名を変更

### 年度別監督成績
| 年度      | 年度      | チーム    | 順位      | 試合 | 勝利 | 敗戦 | 引分 | 勝率 | ゲーム差               | チーム 本塁打          | チーム 打率            | チーム 防御率          | 年齢                   |
| --------- | --------- | --------- | --------- | ---- | ---- | ---- | ---- | ---- | ---------------------- | ---------------------- | ---------------------- | ---------------------- | ---------------------- |
| 1980年    | 昭和55年  | ヤクルト  | 2位       | 130  | 68   | 52   | 10   | .567 | 6.5                    | 132                    | .270                   | 3.17                   | 39歳                   |
| 1981年    | 昭和56年  | ヤクルト  | 4位       | 130  | 56   | 58   | 16   | .491 | 13.5                   | 120                    | .255                   | 4.30                   | 40歳                   |
| 1982年    | 昭和57年  | ヤクルト  | 6位       | 130  | 45   | 75   | 10   | .375 | 23.5                   | 95                     | .240                   | 3.64                   | 41歳                   |
| 1983年    | 昭和58年  | ヤクルト  | 6位       | 130  | 53   | 69   | 8    | .434 | 19                     | 149                    | .266                   | 4.52                   | 42歳                   |
| 1984年    | 昭和59年  | ヤクルト  | 5位       | 18   | 4    | 13   | 1    | .235 | 25                     | 101                    | .264                   | 4.76                   | 43歳                   |
| 通算：5年 | 通算：5年 | 通算：5年 | 通算：5年 | 538  | 226  | 267  | 45   | .458 | Aクラス1回、Bクラス3回 | Aクラス1回、Bクラス3回 | Aクラス1回、Bクラス3回 | Aクラス1回、Bクラス3回 | Aクラス1回、Bクラス3回 |

※1980年から1996年までは130試合制
※1984年 開幕から4月26日まで

### 表彰
- 新人王 （1967年）

### 記録
初記録
- 初出場・初先発出場：1967年4月8日、対阪神タイガース1回戦（阪神甲子園球場）、7番・二塁手で先発出場
- 初打席・初安打・初打点：同上、2回表に村山実から右前適時打
- 初本塁打：1967年4月24日、対読売ジャイアンツ3回戦（後楽園球場）、5回表に金田正一から中越ランニング本塁打

その他の記録
- プロ初本塁打がランニング本塁打：同上 ※2リーグ制以後初
- 新人選手でシーズン3度の4安打 ※セ・リーグ史上初
- オールスターゲーム出場：4回 （1968年 - 1971年）

### 背番号
- 2 （1967年 - 1975年）
- 70 （1976年 - 1984年）
- 72 （1995年 - 1996年、1998年 - 2000年）

## 関連情報

### 出演

#### CM
- ヤクルト「タフマン」（1981年 - 1983年。スワローズ監督としてビジター用[16]ユニフォーム姿で出演。1983年版ではヘッド兼打撃コーチの中西太と共演）